# Hernán Siles Zuazo
Hernán Siles Zuazo (La Paz, 21 marzo 1914 – Montevideo, 6 agosto 1996) è stato un politico boliviano.
È stato Presidente della Bolivia, regolarmente eletto, dal 1956 al 1960 e dal 1982 al 1985, oltre che per un breve periodo, nel 1952, all'epoca della Rivoluzione nazionalista.

## Biografia

### IlMNRe la rivoluzione del 1952
Suo padre Hernando Siles Reyes fu presidente della Bolivia dal 1926 al 1930. 
Dopo essersi laureato in legge negli anni 1930, si dedicò anch'egli alla politica. Nel 1941 fondò, assieme a Víctor Paz Estenssoro, il Movimento Nazionalista Rivoluzionario (MNR). Questa formazione politica partecipò alla giunta militare di Gualberto Villarroel (1943-1946), ma fu costretta ad uscirne a causa della pressione degli Stati Uniti e di Villarroel stesso.
Nel 1951 si candidò come vice presidente di Paz Estenssoro, vincendo le elezioni. Il risultato delle urne non venne accettato dal presidente in carica, e fu compiuto un colpo di Stato da parte del generale Hugo Ballivián; l'MNR fu costretto a funzionare in clandestinità. Nell'aprile 1952 l'MNR, con l'aiuto di una parte dell'Esercito, fece scoppiare la rivoluzione nel Paese. Siles Zuazo ne fu alla guida assieme a Juan Lechin. Divenne inoltre presidente provvisorio dall'11 al 15 aprile 1952, quando Paz Estenssoro tornò dall'esilio in Argentina, ripristinando così il risultato delle elezioni del 1951.

### Vicepresidenza (1952-56)
Nei primi quattro anni il governo, di cui Siles Zuazo era vicepresidente, istituì importanti riforme nel Paese che includevano il voto a suffragio universale, la nazionalizzazione delle miniere, una riforma agraria che previde una redistribuzione delle terre.

### Il primo mandato presidenziale (1956-60)
Nel 1956 Paz Estenssoro lasciò l'incarico in quanto la costituzione non consentiva al Presidente in carica di candidarsi nuovamente. Siles Zuazo era il successore naturale e vinse le elezioni diventando Presidente per la prima volta, escludendo il mandato provvisorio durante la rivoluzione.
La sua prima amministrazione fu decisamente più difficoltosa che quella del predecessore: l'MNR cominciò a frammentarsi a seguito di personalismi oltre che a diverse linee politiche. L'inflazione decollò e gli Stati Uniti condizionarono gli aiuti e il supporto all'adozione del programma economico Eder Plan. Inoltre il governo di Siles Zuazo ebbe l'onere di disarmare i combattenti della rivoluzione del 1952, a cui era stato permesso detenere armi per evitare il pericolo di un'eventuale contro-rivoluzione. D'altra parte c'era il rischio che questi potessero prendere le armi a fianco del caudillo Juan Lechín, capo del Central Obrera Boliviana (COB). Nel frattempo, il partito di opposizione ("Falange Socialista Boliviana"), puntava a fare vacillare l'MNR contrapponendosi ad esso in modo molto duro e serrato.

### La rottura con l'MNR e l'esilio
Quando il mandato di Siles Zuazo ebbe termine nel 1960, Paz Estenssoro si candidò ancora come presidente e, dopo essere stato eletto, nominò Siles Zuazo ambasciatore in Uruguay. 
Nel 1964 Siles Zuazo ruppe con Paz Estenssoro sulla revisione della Costituzione per essere rieletto. A quel punto creò il Movimento Nazionalista Rivoluzionario di Sinistra (MNRI) spostandosi verso la sinistra politica. Dopo la rielezione di Paz Estenssoro, Siles diede inizialmente il suo appoggio al colpo di Stato del novembre 1964, condotto dai generali René Barrientos Ortuño e Alfredo Ovando che deposero Paz Estenssoro, ma fu esiliato quando fu chiaro che i militari intendessero perpetuare il loro potere senza dare peso al risultato elettorale. Per la maggior parte, le forze armate rimasero sotto il controllo del governo dal 1964 fino al 1982. 
Nel 1971 Siles si oppose al colpo di Stato del generale Hugo Banzer rompendo così il suo rapporto con Paz Estenssoro che l'aveva sostenuto.

### Lafalsa partenzadella democrazia
Dopo l'apertura democratica del 1978, Siles Zuazo formò una grande alleanza di sinistra con il Movimento della Sinistra Rivoluzionaria (MIR), il Partito Comunista e altri partiti minori. Assieme formarono Unidad Democrática y Popular (UDP), la coalizione che trionfò alle elezioni generali del 1978, poi annullate, a quelle del 1979, note come le elezioni dell'empantanamiento, e a quelle del 1980. Poco prima che Siles Zuazo potesse insediarsi, il 17 luglio 1980 il generale Luis García Meza guidò un colpo di Stato, conosciuto come il golpe della cocaina, istituendo una dittatura militare. Siles tornò in esilio, ma fece ritorno nel 1982 quando fu chiaro che i governi militari stavano portando il Paese ad un collasso economico oltre alle violazioni dei diritti umani.

### Il secondo mandato presidenziale (1982-85)
La reputazione dei regimi dittatoriali del periodo 1980-1982 e lo stato disastroso dell'economia costrinsero i golpisti a ritirarsi. Nell'ottobre 1982 venne riconosciuto il risultato annullato precedentemente nel 1980, portando Siles Zuazo alla Presidenza della Repubblica e Jaime Paz Zamora del MIR alla vicepresidenza.
La grave situazione economica venne seguita da un'iperinflazione. Siles Zuazo ebbe notevoli difficoltà a controllare la situazione considerando che alcune forze politiche poterono alzare la voce dopo anni di autoritarismo. I sindacati, capitanati da Juan Lechín (ex MNR), paralizzarono il governo con scioperi costanti e anche il vicepresidente Paz Zamora si dimise nel 1984 per potersi candidare come presidente egli stesso. L'iperinflazione nel quadriennio 1982-1986 arrivò al 24 000%, diventando il quarto maggiore indice di inflazione mai registrato in assoluto. Nel frattempo, Siles decise di non adottare misure extra-costituzionali, scegliendo di consolidare la democrazia riguadagnata a fatica.

### Estradizione di Klaus Barbie
Durante l'amministrazione di Siles Zuazo, nel 1983, fu catturato e estradato in Francia il criminale di guerra nazista Klaus Barbie (noto anche come "il Boia di Lione"). Barbie si era trasferito in Bolivia nel 1955 e nel 1957 acquisì la cittadinanza boliviana con le false generalità di Klaus Altmann Hansen. Nel Paese collaborò con i governi dittatoriali di Luis García Meza Tejada e René Barrientos Ortuño. Nel 1971 Barbie fu individuato dai "cacciatori di nazisti" Serge e Beate Klarsfeld, ma venne rifiutata l'estradizione. La cattura e la consegna di Barbie furono visti all'estero come un cambio importante della politica del Paese verso la democrazia.

### Gli ultimi anni
Nel 1985, la situazione di stallo nel Governo e le condizioni dell'economia portarono alla richiesta di elezioni anticipate, adducendo anche il fatto che dalle elezioni vinte da Siles Zuazo erano passati già cinque anni (anche se inframmezzati dai colpi di Stato). Paz Estenssoro divenne così nuovamente presidente con l'MNR e Sies Zuazo tornò in Uruguay, dove era vissuto in precedenza durante il suo esilio. 
Morì il 6 agosto 1996, all'età di 82 anni.